# Sunburnt
Sunburnt (с англ. — «Утомленные солнцем; Загорелые») — студийный альбом новозеландской инди-рок группы Martin Phillips & The Chills из Данидина. Он был выпущен 8 октября 1996 года на лейбле Flying Nun Records.

## История
В заглавном треке Филлипс обращается к своей нестабильной ситуации в группе, в частности, к распаду «Chills» в 1992 году (в которой он оставлся единственным постоянным участником), когда, казалось бы, на пике своей карьеры эта версия группы растворилась в юридических баталиях и творческом застое. В новый состав группы Филлипса вошли Дэйв Грегори из XTC и барабанщик Fairport Convention Дэйв Мэттакс. Продюсером выступил Крейг Леон, известный по работе с Blondie и Ramones.
Альбом был записан в Doghouse Studios в Оксфордшире в августе и сентябре 1995 года, а смикширован и отмастерен в Rockfield Studios в Уэльсе и Townhouse Studios в Лондоне.
Филлипс вернулся в Новую Зеландию, чтобы быть с остальными участниками группы; Блейзер ушёл и был заменён Эндрю Тейлором, который, в свою очередь, ушёл в августе 1996 года вместе с Шоу. В новом составе Армстронг, басист Фил Кусабс и барабанщик Том Мискин дали несколько концертов. Альбом был выпущен Flying Nun Records в 1996 году.

## Отзывы
| Оценки критиков  | Оценки критиков |
| Источник         | Оценка          |
| ---------------- | --------------- |
| AllMusic         | [ 1 ]           |
| Alternative Rock | 5/10            |
| Robert Christgau | [ 5 ]           |

Sunburnt получил положительные отзывы от музыкальных критиков. Критик AllMusic Эрик Хаге оценил альбом на 4 из 5 и отметил, что «…в Sunburnt пышная поп-муза Филлипса осталась нетронутой и наполненной приятными мелодиями, уникальными аранжировками и звонкими гитарами — особенно в таких вечных жемчужинах, как „Come Home“, „Swimming in the Rain“ и „Dreams Are Free“. Проще говоря, это музыка, которая заставляет вас чувствовать себя хорошо».
Trouser Press написала, что ей «не хватает драйва лучших синглов группы». Автор Дэйв Томпсон в своей книге Alternative Rock (2000) назвал её «солидным, но не слишком запоминающимся сборником, пострадавшим от непреднамеренной потери всей группы [Филлиппса]».

## Список композиций
Все песни написаны Мартином Филлиппсом.
1. «As Far as I Can See» — 3:28
2. «Premonition» — 2:54
3. «Surrounded» — 2:48
4. «Come Home» — 3:09
5. «Sunburnt» — 3:42
6. «The Big Assessment» — 2:59
7. «Swimming in the Rain» — 3:38
8. «Dreams Are Free» — 2:07
9. «You Can Understand Me» — 3:20
10. «Lost in Future Ruins» — 3:10
11. «New Millennium» — 3:29
12. «Walk on the Beach» — 2:38
13. «Secret Garden» — 3:07